# Hadrobregmus pertinax
Hadrobregmus pertinax és una espècie d'escarabat de la fusta dins del gènere Hadrobregmus de la família Ptinidae.
L'adult és negre, amb pèls grocs als racons posteriors del seu cap, i fa 4–5 mm de llarg. La larva és blanca, fa prop de 5 mm de llarg, i viu dins la fusta en descomposició. L'etapa larval dura molts anys.
El seu nom finlandès és "kuolemankello," literalment el "rellotge de la mort," el qual prové del so, semblant al tic-tac d'un rellotge, que produeix el mascle que pica el cap contra la superfície de la fusta dins per a atreure una femella. És l'insecte més destructor d'edificis a Finlàndia, on sobreviu els hiverns llargs dins temperatures sota la temperatura del gel.
Com que viu les larves viuen en la fusta en descomposició, la seva presència indica dany d'humitat.